# Bodoni Miklós
Bodoni Miklós, S. Bodoni Miklós, családi nevén Staibl (Marosvásárhely, 1905. május 11. – Riva del Garda, Olaszország, 1931. június 3.) magyar költő.

## Életútja
Szülővárosában végezte középiskoláit, rövid ideig banktisztviselő volt Kolozsváron. Tüdőbaját kezeltette az olaszországi Rivában, ahol 1927-től végleg megtelepedett. Az induló erdélyi magyar irodalom egyik komoly költői ígérete volt, líráját zeneiség, artisztikum jellemezte; bár Kassák Lajost vallotta mesterének ("A bibliám: Kassák-kötet... Barátom egy bolond kubista"), költeményeire mégis inkább Áprily Lajos hatása jellemző.

## Munkássága
Első verskötete, a Húszéves arcom 1925-ben jelent meg Marosvásárhelyen Révész Ernő kiadásában. A kötet Heinrich Heine, Christian Morgenstern és Oskar Kokoschka több versének igényes fordítását is tartalmazta. Rendszeresen közölte verseit az Ellenzék, Pásztortűz és a marosvásárhelyi Tüzek. A nekrológok Haláltánc című kötetéről is említést tesznek. A fiatalon elhalt költő munkáinak egy része kiadatlan.

## Művei
- S. Bodoni Miklós: Húszéves arcom; Révész Ernő, Marosvásárhely, 1925